# Uniq
O comando uniq do sistema operacional Unix possui a função de filtrar uma sequência de linhas de modo a remover as linhas adjacentes com conteúdo repetido. Pode ler as linhas em um arquivo ou então lê-las através de uma canalização, torando-o especialmente útil em shell scripts.
Em geral é utilizado juntamente com o comando sort para remover repetições de seqüências de linhas previamente ordenadas por este comando usando a saída de outros comandos. Considerando o arquivo teste.txt abaixo:
```
Lorem
Ipsum
Lorem
Ipsum
Dolor
```

Um exemplo de uso em conjunto de sort e uniq utilizando um pipe é:
```
sort teste.txt | uniq
```

Que produz o resultado:
```
Dolor
Ipsum
Lorem
```